# Air Gading (Muara Padang)
Air Gading is een bestuurslaag in het regentschap Banyuasin van de provincie Zuid-Sumatra, Indonesië. Air Gading telt 1785 inwoners (volkstelling 2010).